# Aloe otallensis
Aloe otallensis ist eine Pflanzenart der Gattung der Aloen in der Unterfamilie der Affodillgewächse (Asphodeloideae). Das Artepitheton otallensis verweist auf das Vorkommen der Art bei Otallo in Äthiopien.

## Beschreibung

### Vegetative Merkmale
Aloe otallensis wächst stammlos, ist einfach oder bildet kleine Gruppen. Die etwa 24 dreieckig-lanzettlichen, verschmälerten Laubblätter bilden eine Rosette. Die graugrüne Blattspreite ist 35 bis 50 Zentimeter (selten bis zu 80 Zentimeter) lang und 4 bis 6,5 Zentimeter (selten bis zu 9,5 Zentimeter) breit. Auf ihr sind gelegentlich rundlich-längliche, weiße Flecken vorhanden, die in Längsreihen angeordnet sind. Auf der Blattunterseite sind die Flecken zahlreicher. Die rötlich braunen Zähne am Blattrand sind 3 bis 4,5 Millimeter lang und stehen 8 bis 10 Millimeter voneinander entfernt.

### Blütenstände und Blüten
Der Blütenstand weist bis zu zwölf Zweige auf und erreicht eine Länge von 100 Zentimeter und mehr. Die dichten, zylindrischen Trauben sind 5 bis 8 Zentimeter lang. Die eiförmig-stumpfen, kurz fein zugespitzten, weißen Brakteen weisen eine Länge von 11 bis 17 Millimeter auf und sind 4 bis 6,5 Millimeter breit. Die hellrosafarbenen Blüten sind grau oder gelb gespitzt und stehen an 7 bis 12 Millimeter langen Blütenstielen. Sie sind 19 bis 23 Millimeter (selten bis zu 27 Millimeter) lang und an ihrer Basis verschmälert. Oberhalb des Fruchtknotens sind die Blüten leicht verengt. Ihre äußeren Perigonblätter sind auf einer Länge von etwa 10 Millimetern nicht miteinander verwachsen. Die Staubblätter und der Griffel ragen kaum aus der Blüte heraus.

## Systematik und Verbreitung
Aloe otallensis ist in Äthiopien in offenem Akazien-Buschland in Höhen von 1200 bis 1500 Metern verbreitet.
Die Erstbeschreibung durch John Gilbert Baker wurde 1898 veröffentlicht.
Ein Synonym ist Aloe boranensis Cufod. (1939).

## Nachweise